# Morten Korch
Morten Luther Gudmund Korch (født 17. januar 1876 i Over Holluf ved Odense, død 8. oktober 1954 i Hellerup) var en dansk forfatter, der var den mest læste i sin samtid.
Korch var handelsuddannet og arbejdede bl.a. som grossist, forlægger og teglværksdirektør, men fra 1916 helligede han sig forfatterskabet. Dog fortsatte han som forlægger.
Han udgav i alt 123 titler, og modtog i 1937 Ridderkorset. Han var en folkekær forfatter, hvis foretrukne miljø var det gammeldags landbrug, småindustrien og købmandsgården, som bunder i traditioner. Det præindustrielle Danmark, som hviler i gamle traditioner, bliver forstyrret af et udefra kommende element. Generelt er handlingsforløbene opbygget ligesom eventyr (ro-uro-ro) og kan let overføres på aktantmodellen. Personerne er 'flade', og problemerne skildres via kampen mellem det gode og det onde, som dog altid ender lykkeligt, men stilen kan dog ikke betegnes som eventyrlig eller fantastisk. Morten Korch var konservativ og patriarkalsk i sine holdninger og troede på konservative kristne moraler. Morten Korch skrev meget detaljeret og beskrivende.
Morten Korch omtales i bogen Det 20. århundrede - De 100 mest betydningsfulde personer i Danmark..
Hans søn, Morten A. Korch, 1909-2012, var som 100-årig stadig aktiv som forlægger af sin fars bøger.
I 2013 blev der på Grønhøj Kro indviet Danmarks første museum om Morten Korch.

## Film
Flere filmselskaber forhandlede i femten år om at filmatisere hans romaner. I 1950 vovede ASA Film og Alice O'Fredericks at filmatisere De røde heste, som blev en af danmarkshistoriens største biografsucceser: 2,3 millioner mennesker valfartede til biograferne for at se filmen.

## Morten Korch-film

### Tabel over Morten Korch-filmatiseringer (film og tv-serier) i Danmark:
| Morten Korch-film nr. | Titel                         | År         | Instruktion                                  | Manuskript                                                     | Produktions- selskab | Forlæg (baseret på Morten Korchs)                                                       | Referencer                  | Bemærkninger |
| --------------------- | ----------------------------- | ---------- | -------------------------------------------- | -------------------------------------------------------------- | -------------------- | --------------------------------------------------------------------------------------- | --------------------------- | --- |
| 1                     | De røde Heste                 | 1950       | Alice O'Fredericks, Jon Iversen              | Grete Frische, Alice O'Fredericks, Jon Iversen                 | ASA                  | „De røde Heste“ (1943; roman)                                                           | [ 5 ] [ 6 ] [ 7 ] [ 8 ]     | Spillefilm (sort-hvid). |
| 2                     | Mosekongen                    | 1950       | Alice O'Fredericks, Jon Iversen              | Svend Rindom                                                   | ASA                  | „Mosekongen“ (1948; roman)                                                              | [ 9 ] [ 10 ] [ 11 ] [ 12 ]  | Spillefilm (sort-hvid). |
| 3                     | Det gamle Guld                | 1951       | Alice O'Fredericks                           | Alice O'Fredericks                                             | ASA                  | „Det gamle Guld“ (1923; roman); „Det gamle Guld“ (1926; skuespil)                       | [ 13 ] [ 14 ] [ 15 ] [ 16 ] | Spillefilm (sort-hvid). |
| 4                     | Det store Løb                 | 1952       | Alice O'Fredericks                           | Ukendt                                                         | ASA                  | „Det store Løb“ (1947, roman)                                                           | [ 17 ] [ 18 ] [ 19 ] [ 20 ] | Spillefilm (sort-hvid). |
| 5                     | Fløjtespilleren               | 1953       | Alice O'Fredericks                           | Grete Frische                                                  | ASA                  | „Fløjtespilleren“ (1950, roman)                                                         | [ 21 ] [ 22 ] [ 23 ] [ 24 ] | Spillefilm (sort-hvid). Dette er den sidste Morten Korch-film i sort-hvid. |
| 6                     | Flintesønnerne                | 1956       | Alice O'Fredericks                           | Grete Frische                                                  | ASA                  | „Flintesønnerne“ (1917, roman)                                                          | [ 25 ] [ 26 ] [ 27 ] [ 28 ] | Spillefilm (i farver). Dette er den første Morten Korch-film i farver. |
| 7                     | Vagabonderne paa Bakkegaarden | 1958       | Alice O'Fredericks                           | Alice O'Fredericks, Jon Iversen                                | ASA                  | „En Vagabond: Fortælling“ (1918, roman)                                                 | [ 29 ] [ 30 ] [ 31 ] [ 32 ] | Spillefilm (i farver). |
| 8                     | Det skete paa Møllegaarden    | 1960       | Alice O'Fredericks                           | Alice O'Fredericks, Jon Iversen                                | ASA                  | Ukendt                                                                                  | [ 34 ] [ 35 ] [ 36 ] [ 37 ] | Spillefilm (i farver). |
| 9                     | Der brænder en ild            | 1962       | Alice O'Fredericks                           | Alice O'Fredericks, Jon Iversen                                | ASA                  | „Der brænder en Ild“ (1920, roman)                                                      | [ 38 ] [ 39 ] [ 40 ] [ 41 ] | Spillefilm (i farver). |
| 10                    | Kampen om Næsbygaard          | 1964       | Alice O'Fredericks                           | Alice O'Fredericks                                             | ASA                  | Ukendt                                                                                  | [ 43 ] [ 44 ] [ 45 ] [ 46 ] | Spillefilm (i farver). Denne film er første del af „Næsbygaard“filmtrilogien (1964-1966). |
| 11                    | Næsbygaards Arving            | 1965       | Alice O'Fredericks                           | Alice O'Fredericks                                             | ASA                  | Ingen                                                                                   | [ 48 ] [ 49 ] [ 50 ] [ 51 ] | Spillefilm (i farver). Denne film er anden del af „Næsbygaard“filmtrilogien (1964-1966). Dette er den 11. og sidste af Alice O'Fredericks’ i alt 13 Morten Korch-film, som Poul Reichhardt medvirker i. |
| 12                    | Krybskytterne paa Næsbygaard  | 1966       | Alice O'Fredericks                           | Alice O'Fredericks, Ib Mossin                                  | ASA                  | Ingen                                                                                   | [ 53 ] [ 54 ] [ 55 ] [ 56 ] | Spillefilm (i farver). Denne film er tredje del af „Næsbygaard“filmtrilogien (1964-1966). Denne film er sammen med den næste film i rækken („Brødrene paa Uglegaarden“) de eneste to af ASA's 14 Morten Korch-film (og af Alice O'Fredericks’ 13 Morten Korch-film), som Poul Reichhardt ikke medvirker i. |
| 13                    | Brødrene paa Uglegaarden      | 1967       | Alice O'Fredericks, Ib Mossin                | Alice O'Fredericks, Ib Mossin                                  | ASA                  | Ukendt                                                                                  | [ 58 ] [ 59 ] [ 60 ] [ 61 ] | Spillefilm (i farver). Dette er Alice O'Fredericks’ sidste Morten Korch-film inden hendes død. Denne film er sammen med den foregående film i rækken („Krybskytterne paa Næsbygaard“) de eneste to af ASA's 14 Morten Korch-film (og af fru Alices 13 Morten Korch-film), som Poul Reichhardt ikke medvirker i. |
| 14                    | De røde heste                 | 1968       | Annelise Meineche                            | Grete Frische, Alice O'Fredericks, Jon Iversen                 | ASA                  | „De røde Heste“ (1943; roman)                                                           | [ 63 ] [ 64 ] [ 65 ] [ 66 ] | Spillefilm (i farver). Denne film er en genindspilning af Alice O'Fredericks og Jon Iversens sort-hvide film „De røde Heste“ fra 1950. Hvor Poul Reichhardt i den originale film spiller sønnen Ole Offor, spiller han i denne film Oles fader, Hans Offor. Filmen følger manuskriptet fra den originale 1950-film fuldstændigt. Dette er samtidig ASA's første/eneste/sidste Morten Korch-film efter fru Alices død. |
| (15)                  | Manden på Svanegården         | 1972       | Ib Mossin                                    | Ib Mossin                                                      | Merry Film           | „Paa Svanegaarden“ (1955; roman); baseret på „Paa Svanegaarden“ (1932; utrykt skuespil) | [ 67 ] [ 68 ] [ 69 ] [ 70 ] | Spillefilm (i farver). Dette er den første af Ib Mossins tre Morten Korch-film (1972-1975). |
| (16)                  | Fætrene på Torndal            | 1973       | Ib Mossin                                    | Ib Mossin                                                      | Merry Film           | „Kampen om Torndal“ (1952; roman)                                                       | [ 71 ] [ 72 ] [ 73 ] [ 74 ] | Spillefilm (i farver). Dette er den anden af Ib Mossins tre Morten Korch-film (1972-1975). |
| (17)                  | Sønnen fra Vingården          | 1975       | Ib Mossin, Peer Guldbrandsen                 | Bob Ramsing                                                    | Rialto Film          | „Sønnen fra Vingaarden“ (1944; roman)                                                   | [ 75 ] [ 76 ] [ 77 ] [ 78 ] | Spillefilm (i farver). Dette er den tredje og sidste af Ib Mossins tre Morten Korch-film (1972-1975). |
| (18)                  | Affæren i Mølleby             | 1976       | Tom Hedegaard                                | Henning Bahs, Tom Hedegaard, Erik Balling                      | Nordisk Film         | „Affæren i Mølleby“ (1930; skuespil)                                                    | [ 79 ] [ 80 ] [ 81 ] [ 82 ] | Spillefilm (i farver). Dette er Nordisk Films eneste Morten Korch-film – og samtidig den første, som er indspillet til at foregå i den samtid, værket er skrevet i. |
| –                     | Ved Stillebækken              | 1999- 2000 | Finn Henriksen, Henrik Sartou, Lone Scherfig | John Stefan Olsen, Peter Thorsboe, Ole Meldgård, Lone Scherfig | Zentropa             | „Ved Stillebækken“ (1930; roman)                                                        | [ 83 ] [ 84 ] [ 85 ] [ 86 ] | Tv-serie (i farver) i 26 afsnit over 2 sæsoner. Denne tv-serie er den første af Zentropas to Morten Korch-filmatiseringer. |
| –                     | Fruen på Hamre                | 2000       | Katrine Wiedemann                            | Vinca Wiedemann                                                | Zentropa             | „Fruen paa Hamre“ (1937; roman)                                                         | [ 87 ] [ 88 ] [ 89 ] [ 90 ] | Spillefilm (i farver). Denne film er den anden og sidste af Zentropas to Morten Korch-filmatiseringer. |

## Eksterne hensvisninger
- Morten Korch på Bibliografi.dk
- Morten Korch på Forfatterweb.dk
- Morten Korch på Dansk Forfatterleksikon
- Morten Korch på Internet Movie Database (engelsk)
- Morten Korch på Filmdatabasen
- Morten Korch på danskefilm.dk
- Morten Korch på danskfilmogtv.dk
- Morten Korch på The Movie Database (engelsk)

|  | Artiklen om Morten Korch kan blive bedre, hvis der indsættes et (bedre) billede Du kan hjælpe ved at afsøge Wikimedia Commons for et passende billede eller uploade et godt billede til Wikimedia Commons iht. de tilladte licenser og indsætte det i artiklen. |